# Stop in the Name of Love
Stop in the Name of Love è il nono album della cantautrice e ballerina statunitense LaToya Jackson, pubblicato nel 1995. Nel 2009 fu ristampato in versione digitalizzata con il titolo The Motown Songbook.

## Descrizione
Il disco, che fu registrato e missato in Svezia, è un album di cover di famosi brani dance della Motown, che include Stop! In the Name of Love e Baby Love delle Supremes, I Can't Help Myself dei Four Tops e I'll Be There dei Jackson 5. L'intero lavoro fu realizzato in un'ora.
Sulla copertina originale compare una foto dal servizio della cantante per Playboy, che la ritrae in topless; in un'edizione successiva, invece, viene utilizzata un'immagine meno esplicita.
L'album in seguito fu anche ristampato con il titolo Dance Collection.

## Tracce
1. Tracks of My Tears – 4:00 (Smokey Robinson, Marvin Taplin, Warren Moore)
2. Two Lovers – 3:51 (Smokey Robinson)
3. I Can't Help Myself – 4:09 (Holland, Dozier)
4. Baby I Need Your Loving – 4:23 (Holland, Dozier)
5. Stop in the Name of Love (The Remix) – 6:09 (Holland, Dozier)
6. Baby Love – 3:20 (Holland, Dozier)
7. Someday We'll Be Together – 3:19 (Johnny Bristol, Jackey Beavers, Harvey Fuqua)
8. My Guy – 3:01 (Smokey Robinson)
9. Love Child – 3:06 (Henry Cosby, Deke Richards, Pam Sawyer, Frank Wilson, R. Dean Taylor)
10. Tears of a Clown – 3:08 (Stevie Wonder, Henry Cosby, Smokey Robinson)
11. Stop in the Name of Love (album version) – 3:53 (Holland, Dozier)
12. I'll Be There – 4:40 (Berry Gordy, Jr., Bob West, Willie Hutch, Hal Davis)